# 圣马尔 (索姆省)
圣马尔（法語：Saint-Mard，法語發音：[sɛ̃ maʁ] ⓘ）是法国上法蘭西大區索姆省的一个市镇，属于蒙迪迪耶区。

## 地理
圣马尔（49°41'35"N, 2°45'46"E）面积4.15 平方千米，位于法国上法蘭西大區索姆省，该省份为法国北部沿海省份，北起加来海峡省和北部省，西接滨海塞纳省和大西洋英吉利海峡，南至瓦兹省，东临埃纳省。
与圣马尔接壤的市镇（或旧市镇、城区）包括：当库尔-波潘库尔、莱谢勒圣欧兰、洛库尔、鲁瓦、维莱莱鲁瓦。

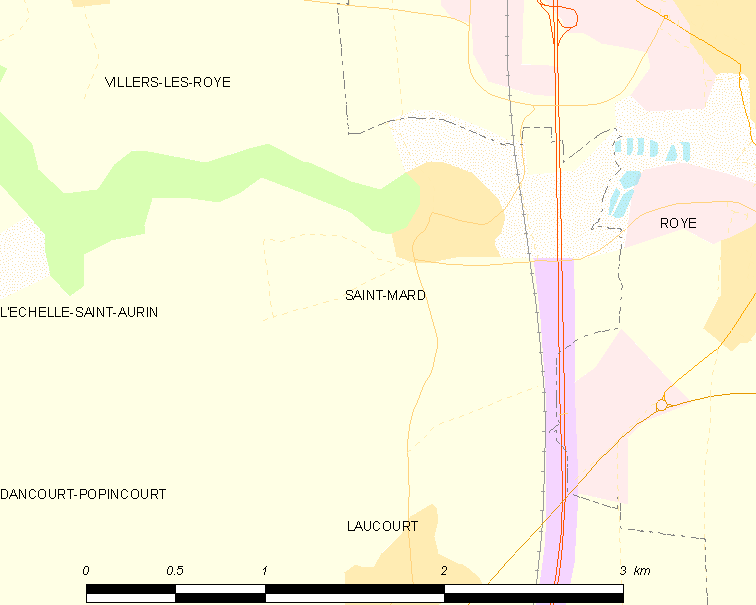
的OSM定位图

圣马尔的时区为UTC+01:00、UTC+02:00（夏令时）。

## 行政
圣马尔的邮政编码为80700，INSEE市镇编码为80708。

## 政治
圣马尔所属的省级选区为鲁瓦县。

## 人口

1962-2008年间人口变化图示

圣马尔于2022年1月1日时的人口数量为157人。